# تیژانا کرستیچ
تیژانا کرستیچ (انگلیسی: Tijana Krstić؛ زادهٔ ۴ ژانویهٔ ۱۹۹۵) بازیکن فوتبال اهل صربستان است.
وی همچنین در تیم‌های ملی فوتبال Serbia women's national under-17 football team, Serbia women's national under-19 football team، و Serbia women's national football team بازی کرده‌است.